# Distrito de Spandau
Spandau (pronunciación en alemán: /ˈʃpandaʊ̯/ⓘ) es el quinto distrito administrativo de Berlín (Alemania). Fue creado en 1920 de la ciudad del mismo nombre y cinco municipios. Se encuentra situado en la confluencia de los ríos Spree y Havel. Es el distrito berlinés con la menor población, pero el cuarto más grande en tamaño.

## Historia
- 1232 Spandau recibió derechos de ciudad de los margraves de Brandeburgo, Juan I y Otón III de Ascania.
- 1319 Comienzo de la construcción de la muralla.
- 1539 El día 1 de noviembre: conversión del príncipe elector Joaquín II de Brandeburgo de la casa de Hohenzollern y sus súbditos de Brandeburgo al Protestantismo.
- 1545: La madre del anterior, la electora Isabel de Dinamarca, Noruega y Suecia, se fue a vivir a Spandau durante diez años hasta su fallecimiento.
- 1557 - 1594 Construcción de la Ciudadela de Spandau
- 1626 Fortificación de la ciudad.
- 1627 Ocupación por tropas imperiales (Guerra de los Treinta Años de 1618 a 1648)
- 1631 Ocupación por tropas suecas (Guerra de los Treinta Años de 1618 a 1648)
- 1806 Primera ocupación por tropas francesas (Guerras Napoleónicas 1802 - 1815)
- 1812 Segunda ocupación por tropas francesas (Guerras Napoleónicas 1802 - 1815)
- 1813 Cerco por tropas de Prusia y Rusia y el día 24 de abril se marcharon las tropas francesas de la Ciudadela de Spandau (Guerras Napoleónicas 1802 - 1815)
- 1846 Construcción de la estación en el nuevo Ferrocarril entre Berlín y Hamburgo
- 1874 - 1919 Almacenamiento de unos 120 millones de marcos de oro del tesoro de la Guerra Franco-Prusiana de 1870 a 1871 en la Ciudadela de Spandau
- 1877 Modificación oficial del nombre de Spandow a Spandau
- 1903 Disolución de la Fortaleza de Spandau
- 1910: Se traslada el Evangelisches Johannesstift a su actual campus en el bosque de Spandau
- 1914: El conjunto industrial y residencial desarrollado en el sector de Nonnendamm recibe el nombre oficial de Siemensstadt
- 1920 El día 1 de octubre entra la ciudad con cinco municipios como distrito de Gran-Berlín

Tras la Segunda Guerra Mundial hasta el 2 de octubre de 1990, formó parte del Sector Británico de Berlín Oeste.

## Spandau- también conocido por ...
- La Ciudadela de Spandau

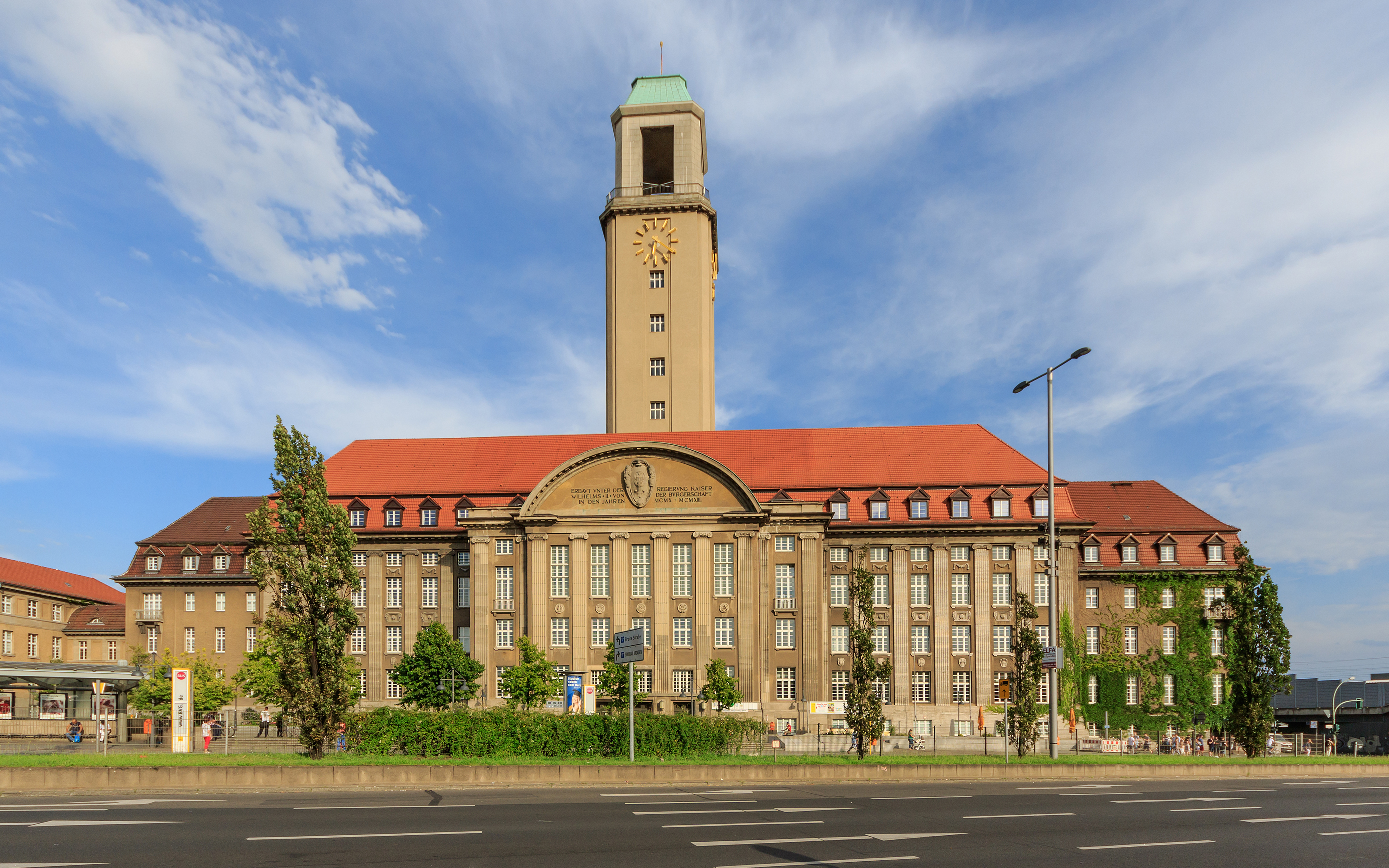
Ayuntamiento de Spandau

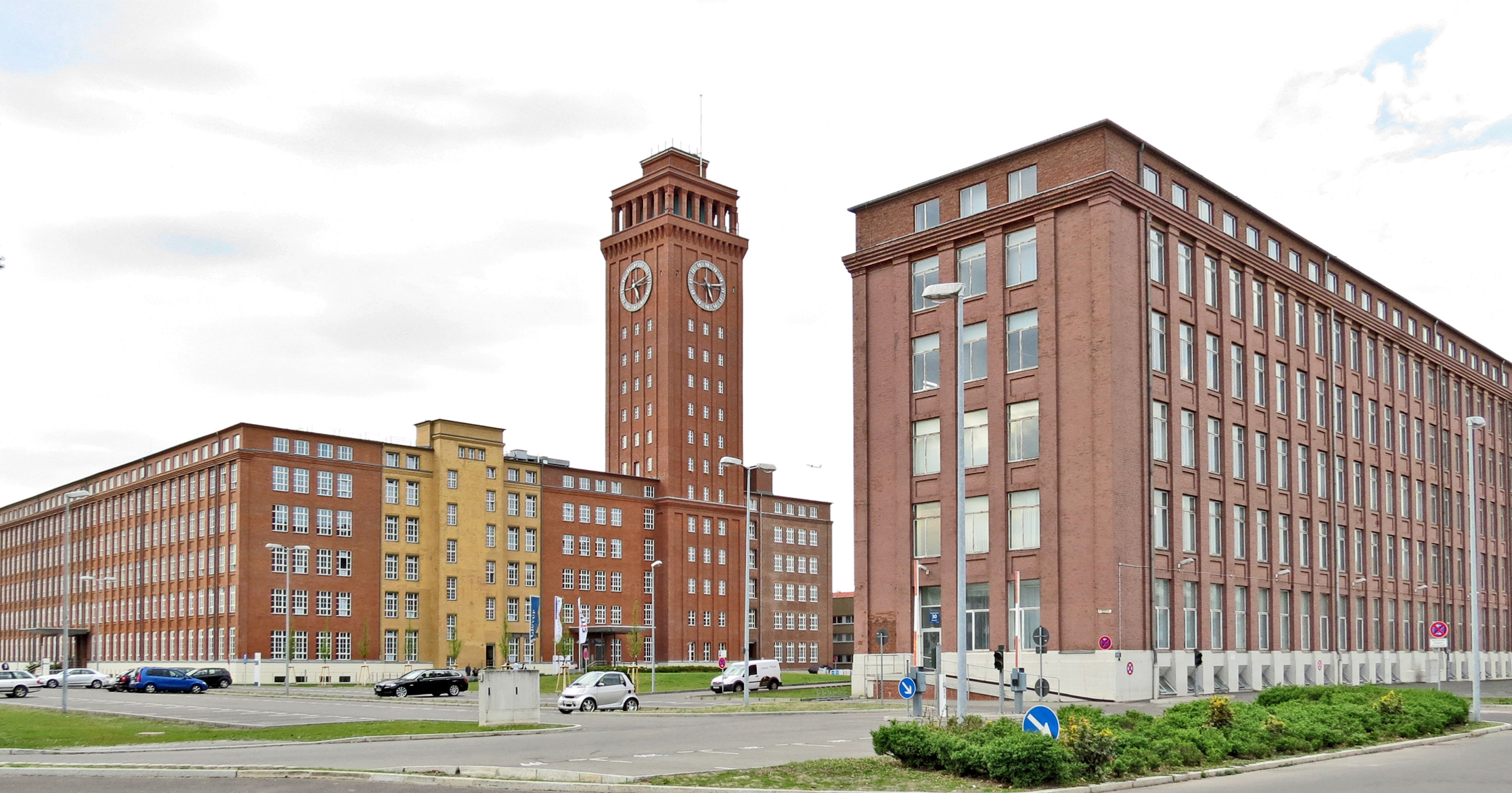
Torre de Siemens en la Siemensstadt.

- La Prisión de Spandau, donde se alojó a los condenados de los Procesos de Núremberg
- La Iglesia de San Nicolás de Spandau (St. Nikolai-Kirche), una de las iglesias medievales más antiguas de Berlín que aún siguen en pie.
- El grupo musical Spandau Ballet toma su nombre de esta prisión.
- Las motocicletas de la marca BMW se fabrica en Spandau

## Administración

Distribución de escaños del Parlamento del Distrito Spandau en 2016

El alcalde del distrito Spandau (Bezirkbürgermeister) es Helmut Kleebank del partido político SPD.
El Parlamento del distrito, con 55 miembros (Bezirksverordenetenversammlung) estaba conformado por los siguientes partidos políticos en 2016:
- SPD, 20 miembros
- CDU, 16 miembros
- AfD, 9 miembros
- Grüne, 4 miembros
- Die Linke, 3 miembros
- FDP, 3 miembros

## Ciudades hermanadas
Spandau está hermanada con las ciudades de:
- Luton, Inglaterra, Reino Unido (desde 1950).
- Siegen, Renania del Norte-Westfalia, Alemania (desde 1952).
- Asnières-sur-Seine, Isla de Francia, Francia (desde 1959).
- Asdod, Israel (desde 1968).
- Boca Ratón, Florida, Estados Unidos (desde 1979 hasta en mayo de 2003).
- İznik, Bursa, Turquía (desde 1987).
- Nauen, Brandeburgo, Alemania (desde 1988).
- Kostrzyn nad Odrą, Lubusz, Polonia.